# Championnats d'Afrique de judo 2021
Navigation
Édition précédente Édition suivante
Les Championnats d'Afrique de judo 2021 se déroulent du  20 au 23 mai 2021 à Dakar.
En raison de la pandémie de Covid-19, ces championnats sont entièrement disputés à huis clos.
La compétition est qualificative pour les Jeux olympiques de Tokyo.

## Podiums

### Femmes
| Épreuves                          | Or                       | Argent                  | Bronze                                             |
| --------------------------------- | ------------------------ | ----------------------- | -------------------------------------------------- |
| Moins de 48 kg poids super-légers | Oumaima Bedioui (TUN)    | Priscilla Morand (MRI)  | Rania Harbaoui (TUN) Chaimae Eddinari (MAR)        |
| Moins de 52 kg poids mi-légers    | Soumiya Iraoui (MAR)     | Salimata Fofana (CIV)   | Djamila Silva (CPV) Charné Griesel (RSA)           |
| Moins de 57 kg poids légers       | Ghofran Khelifi (TUN)    | Donne Breytenbach (RSA) | Zouleiha Abzetta Dabonné (CIV) Yamina Halata (ALG) |
| Moins de 63 kg poids mi-moyens    | Sarah Harachi (MAR)      | Sandrine Billiet (CPV)  | Amina Belkadi (ALG) Meriem Bjaoui (TUN)            |
| Moins de 70 kg poids moyens       | Nihel Landolsi (TUN)     | Mariem Khelifi (TUN)    | Fatou Kiné Badji (SEN) Souad Bellakehal (ALG)      |
| Moins de 78 kg poids mi-lourds    | Marie Branser (COD)      | Hafsa Yatim (MAR)       | Kaouthar Ouallal (ALG) Sarra Mzougui (TUN)         |
| Plus de 78 kg poids lourds        | Nihel Cheikhrouhou (TUN) | Sonia Asselah (ALG)     | Monica Sagna (SEN) Meroua Mammeri (ALG)            |

### Hommes
| Épreuves                          | Or                            | Argent                         | Bronze                                          |
| --------------------------------- | ----------------------------- | ------------------------------ | ----------------------------------------------- |
| Moins de 60 kg poids super-légers | Issam Bassou (MAR)            | Youssry Samy (EGY)             | Mohamed Rebahi (ALG) Younes Saddiki (MAR)       |
| Moins de 66 kg poids mi-légers    | Ahmed Abdelrahman (EGY)       | Wail Ezzine (ALG)              | Kevin Loforte (MOZ) Abderrahmane Boushita (MAR) |
| Moins de 73 kg poids légers       | Fethi Nourine (ALG)           | Faye Njie (GAM)                | Ali Abdelmouaty (EGY) Hamza Oerghi (TUN)        |
| Moins de 81 kg poids mi-moyens    | Achraf Moutii (MAR)           | Hachem Sellami (TUN)           | Saliou Ndiaye (SEN) Mohamed Abdelaal (EGY)      |
| Moins de 90 kg poids moyens       | Abderrahmane Benamadi (ALG)   | Kwadjo Anani (GHA)             | Rémi Feuillet (MRI) Abdelaziz Ben Ammar (TUN)   |
| Moins de 100 kg poids mi-lourds   | Mustapha Yasser Bouamar (ALG) | Koussay Ben Ghares (TUN)       | Mohammed Lahboub (MAR) Koffi Krémé Kobena (CIV) |
| Plus de 100 kg poids lourds       | Faicel Jaballah (TUN)         | Mohamed Sofiane Belrekaa (ALG) | Mbagnick Ndiaye (SEN) Anis Ben Khaled (TUN)     |

### Par équipes
| Épreuves | Or      | Argent  | Bronze        |
| -------- | ------- | ------- | ------------- |
| Mixte    | Tunisie | Sénégal | Maroc Algérie |

## Tableau des médailles
- Pays organisateur ( Sénégal)

| Rang  | Nation                           | Or | Argent | Bronze | Total |
| ----- | -------------------------------- | -- | ------ | ------ | ----- |
| 1     | Tunisie                          | 6  | 3      | 6      | 15    |
| 2     | Maroc                            | 4  | 1      | 5      | 10    |
| 3     | Algérie                          | 3  | 3      | 7      | 13    |
| 4     | Égypte                           | 1  | 1      | 2      | 4     |
| 5     | République démocratique du Congo | 1  | 0      | 0      | 1     |
| 6     | Côte d'Ivoire                    | 0  | 1      | 2      | 3     |
| 7     | Afrique du Sud                   | 0  | 1      | 1      | 2     |
| 7     | Cap-Vert                         | 0  | 1      | 1      | 2     |
| 7     | Maurice                          | 0  | 1      | 1      | 2     |
| 10    | Gambie                           | 0  | 1      | 0      | 1     |
| 10    | Ghana                            | 0  | 1      | 0      | 1     |
| 12    | Sénégal                          | 0  | 0      | 5      | 5     |
| 13    | Mozambique                       | 0  | 0      | 1      | 1     |
| Total | Total                            | 14 | 14     | 28     | 56    |